# Francesco Difnico
Francesco Difnico (Sebenico, 22 ottobre 1607 – Sebenico, 17 febbraio 1672) è stato uno scrittore, storico e umanista dalmata.

## Biografia
La famiglia dei Difnico, presenti fin dal XIV secolo a Scardona, si era divisa in vari rami residenti sia Sebenico che a Zara. 
Seguendo le tradizioni di famiglia Francesco è avviato agli studi prima a Zara e poi all'Università di Padova, dove si laurea in diritto nel 1634. 
Già dal 1632 è tra gli aderenti dell’Accademia dei Ricovrati di Padova.
Fatto ritorno a Sebenico prende parte alla vita cittadina rivestendo vari incarichi e ambascerie a Venezia per conto del Comune.

Partecipa attivamente alla difesa di Sebenico assediata dai Turchi nell'estate del 1647 accanto al fratello Daniele e al cugino Pietro capitani delle truppe veneziane.
Dopo la grave pestilenza che tra il 1649 e il 1650 aveva spopolato la città decide di dedicarsi agli studi storici, in questo incoraggiato dal cugino Giovanni Lucio.

A Traù con Marino Statileo ritrova il Fragmentum Traguriense (codice umanistico di Petronio).
Si dedica poi alla compilazione di una Memoria sulla Dalmazia nel 1652.
Compila la sua opera principale in due libri la Historia della guerra di Dalmatia tra Veneziani e Turchi dall'anno 1645 fino alla pace e separazione de' confini, dedicata al Procuratore di San Marco Gian Battista Nani. In questo trattato descrive le operazioni condotte dal generale Leonardo Foscolo che con dodicimila uomini espugnò ridusse sotto il controllo veneziano tutta la parte centro settentrionale della Dalmazia.
Nonostante il progressivo indebolimento della vista, continua i nei suoi lavori di scrittore storico fino alla sua morte a Sebenico nel 1672. 

Il Consiglio cittadino delibera di erigergli un monumento funebre nella cattedrale stanziando la spesa di 100 ducati.
Dopo la sua morte i suoi scritti rimasero inediti a lungo. Solo nel 1848 l'editore Battara ex carbonaro e affiliato alla Giovine Italia li fece tradurre e pubblicare.
Numerosi manoscritti dell'archivio di casa Difnico a Sebenico sono andati dispersi nelle vicende dell’ultimo dopoguerra.